# Бусенин, Самир
Самир Бусенин эль-Мурабит (исп. Samir Bousenine El Mourabit; 7 февраля 1991, Андорра-ла-Велья, Андорра) — андоррский футболист, полузащитник. Выступал за юношеские сборные Андорры до 17 и до 19 лет, а также за молодёжную сборную до 21 года и национальную сборную Андорры.

## Биография

### Клубная карьера
С 2009 года по 2010 год выступал за клуб «Андорра», которая выступала в низших лигах Испании.
Летом 2010 года перешёл в «Санта-Колому», в команде он выступает по 17 номером. Бусенин сыграл в двух играх первого квалификационного раунда Лиги чемпионов сезона 2011/12 против люксембургского «Ф91 Дюделанж». «Санта-Колома» проиграла по сумме двух матчей со счётом (4:0). 11 сентября 2011 года в матче за Суперкубок Андорры клуб уступил «Сан-Жулии» со счётом (4:3).
В сезоне 2011/12 вместе с командой стал серебряным призёром чемпионата Андорры, что дало клубу право выступать в первом квалификационном раунде Лиги Европы. В Кубке Андорры «Санта-Колома» дошла до финала, где 27 мая 2012 года обыграла «Лузитанс» со счётом (0:1). Бусенин сыграл в ответной игре первого квалификационного раунда Лиги Европы против хорватского «Осиека» (3:1), Бусенин отыграл всю игру и забил последний гол в поединке на 81 минуте в ворота Ивана Варгича. Этот гол стал единственным забитым голом «Санта-Коломы» в еврокубках в сезоне 2012/13, так как в первой игре команда уступила (0:1), то по сумме двух матчей она покинула турнир.
В 2016 году сыграл 3 игры за «Лузитанс». С 2016 года играет за «Энгордань».

### Карьера в сборной
Выступал за юношескую сборную Андорры до 17 лет и провёл 6 матчей в турнирах УЕФА. За сборную до 19 лет сыграл 9 игр. В составе молодёжной сборной до 21 года провёл 14 матчей в официальных турнирах УЕФА, 7 из которых провёл в отборочном турнире к чемпионату Европы среди молодёжных команд 2013.
В сборной Андорры он является единственным арабом, хотя по другим данным он является марокканцем. В составе национальной сборной Андорры дебютировал 29 мая 2010 года в товарищеском матче, который состоялся на стадионе «Лаугардалсвёллур» в Рейкьявике против Исландии (4:0), главный тренер сборной Кольдо выпустил Бусенина в конце встречи на 83 минуте вместо Марка Пужоля. Следующую игру за Андорру он провёл 2 июня 2010 года против Албании (1:0) в рамках товарищеской игры, Бусенин также вышел на замену в этом матче.
Самир провёл также один матч в рамках отборочного турнира на чемпионат Европы 2012 против Македонии (0:2), он вышел на 86 минуте вместо Пужоля.

## Достижения
- Чемпион чемпионата Андорры (1): 2013/14
- Серебряный призёр чемпионата Андорры (1): 2011/12
- Обладатель Кубка Андорры (1): 2012